# GK Films

Das Logo des Films

GK Films ist eine US-amerikanische Independent-Filmproduktionsgesellschaft.

## Geschichte
Unter der Leitung des Filmproduzenten Graham King, sind vor der Firmengründung erfolgreiche Filme entstanden, darunter zählen Gangs of New York, Aviator und Departed – Unter Feinden zu den erfolgreichsten. Nach seinen Filmerfolgen gründete Graham im Mai 2007 die Firma GK Films. Im Januar 2010 entstand die Tochterfirma GK-TV, die weltweite Fernsehproduktionen durchführt, aktuellstes Projekt ist die Serie Camelot mit Joseph Fiennes und Eva Green.
Im Jahr 2010 wurden von GK Films Auftrag Rache mit Mel Gibson und The Tourist mit Angelina Jolie und Johnny Depp in den Hauptrollen produziert. 2011 produzierte das Unternehmen den Film The Rum Diary mit Johnny Depp und Amber Heard. Der Film ist eine Koproduktion von GK Films und Infinitum Nihil (Filmproduktionsfirma von Johnny Depp), die Adaption lief im Oktober in den US-amerikanischen Kinos an. Im gleichen Jahr wurde auch Hugo Cabret, von Regisseur Martin Scorsese produziert. Der Film hatte am 10. Oktober 2011 als „work-in-progress“ (zu dt.: „unfertiges Werk“) seine Premiere. Am 23. November 2011 lief Hugo Cabret in den US-amerikanischen Kinos in 3D an und erschien im Februar 2012 in den deutschen Kinos. Die Romanverfilmung basiert auf dem im Jahr 2008 erschienenen Buch The Invention of Hugo Cabret (dt. "Die Entdeckung des Hugo Cabret") des US-amerikanischen Schriftstellers Brian Selznick.

## Produktionen (Auswahl)
- 2009: Victoria, die junge Königin (The Young Victoria)
- 2010: Auftrag Rache (Edge of Darkness)
- 2010: The Town – Stadt ohne Gnade (The Town)
- 2010: The Tourist
- 2011: Rango
- 2011: The Rum Diary
- 2011: Hugo Cabret (Hugo)
- 2013: World War Z (World War Z)
- 2018: Tomb Raider
- 2021: The Unforgivable